# Mickey Mouse
Mickey Mouse (também conhecido como Rato Mickey ou apenas Mickey) é um personagem de desenho animado. Foi criado em 1928 por Walt Disney e o desenhista Ub Iwerks. Ícone e mascote de longa data da The Walt Disney Company, Mickey é um rato antropomórfico que normalmente usa shorts vermelhos, grandes sapatos amarelos e luvas brancas. Inspirado por personalidades do cinema mudo como Charlie Chaplin e Douglas Fairbanks, Mickey é tradicionalmente caracterizado como um oprimido simpático que sobrevive com coragem e inteligência diante de desafios maiores do que ele. A representação do personagem como um pequeno rato é personificada por sua estatura diminuta e voz em falsete, esta última originalmente fornecida por Walt Disney. Mickey é um dos personagens fictícios mais reconhecidos e universalmente aclamados de todo o mundo.
Criado como um substituto para um personagem anterior da Disney, Oswald, o Coelho Sortudo, Mickey apareceu pela primeira vez no curta Plane Crazy, de 1928, que não foi originalmente escolhido para distribuição; sua estreia pública foi em Steamboat Willie do mesmo ano. O personagem deveria se chamar originalmente "Mortimer Mouse", até que Lillian Disney sugeriu "Mickey" durante uma viagem de trem. O personagem apareceu em mais de 130 filmes, incluindo The Band Concert (1935), Brave Little Tailor (1938) e Fantasia (1940). Mickey apareceu principalmente em curtas-metragens, mas também ocasionalmente em longas-metragens. Dez dos desenhos animados de Mickey foram indicados ao Oscar de Melhor Curta de Animação, um dos quais, Lend a Paw, ganhou o prêmio em 1941. Em 1978, Mickey se tornou o primeiro personagem de desenho animado a ter uma estrela na Calçada da Fama de Hollywood, algo que ele compartilha com seu melhor amigo Pato Donald e sua namorada Minnie Mouse.
A partir de 1930, Mickey também apareceu extensivamente em tiras de jornal e revistas em quadrinhos. A tira de Mickey Mouse, desenhada principalmente por Floyd Gottfredson, durou 45 anos. Mickey também apareceu em revistas em quadrinhos como Mickey Mouse, Topolino da Disney Itália e MM – Mickey Mouse Mystery Magazine e Wizards of Mickey. Mickey também aparece em séries de televisão como The Mickey Mouse Club (1955–1996) e outras. Ele aparece em outras mídias, como videogames e também em merchandising, e é um personagem que pode ser encontrado nos parques da Disney.
Mickey geralmente aparece ao lado de sua namorada Minnie Mouse, seu cachorro de estimação Pluto, seus melhores amigos Pato Donald e Pateta e seu arqui-inimigo Bafo de Onça, entre outros. Embora originalmente caracterizado com
um ladinho atrevido e adorável, Mickey foi rebatizado ao longo do tempo como um cara legal, geralmente visto como um herói espirituoso, mas bem impulsivo.
The Walt Disney Company celebra seu aniversário em 18 de novembro de 1928, que é a data de lançamento de Steamboat Willie, embora até meados dos anos 1980 a data fosse comemorada no dia 28 de setembro.

## História

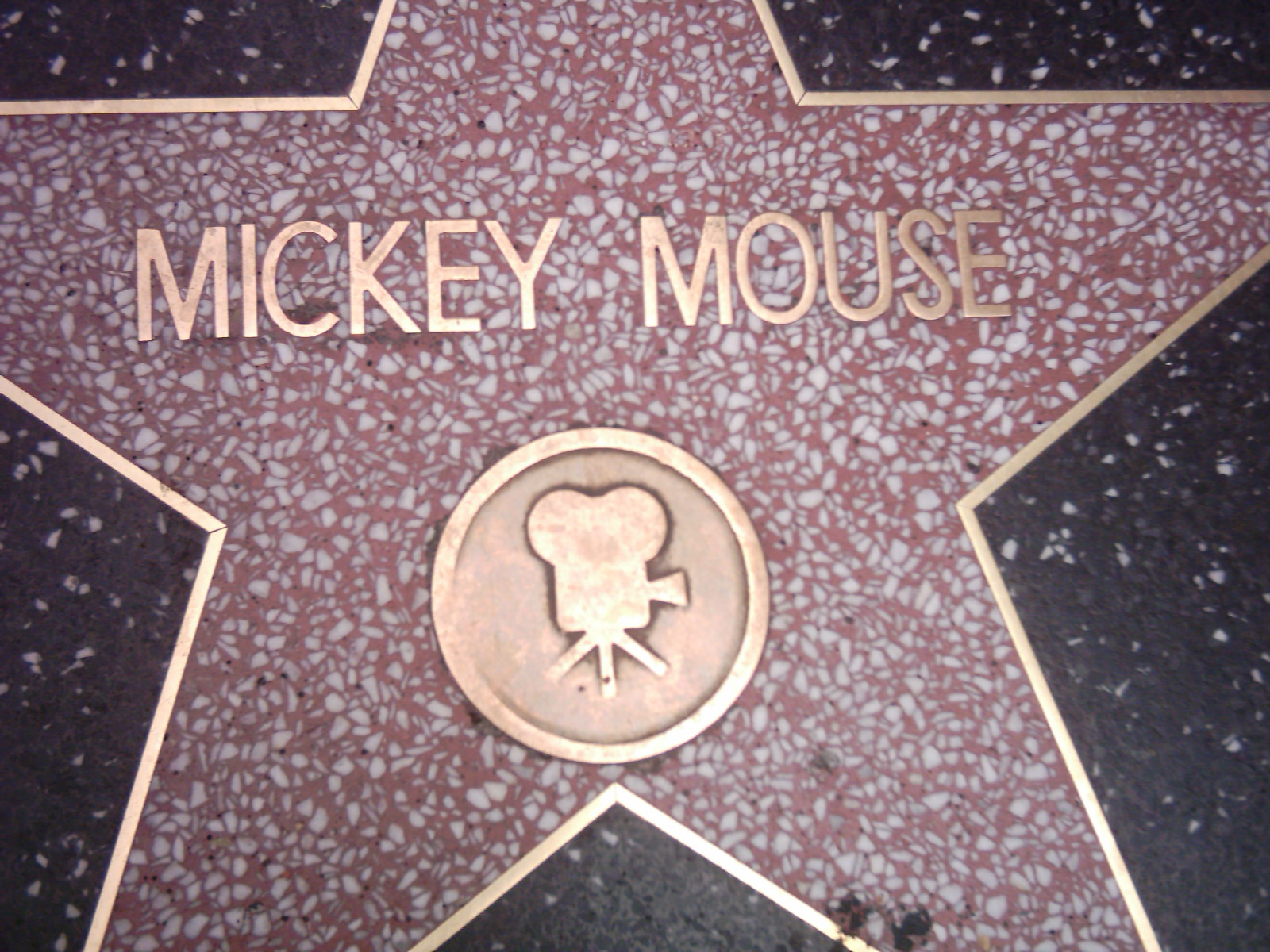
Estrela de Mickey Mouse na Calçada da Fama.

### As origens do personagem
O personagem Mickey foi criado em 15 de maio de 1928, no curta animado mudo Plane Crazy. Todavia, antes que o trabalho pudesse ser finalizado, o som irrompeu nas telas do cinema. Desta forma, Mickey teve a sua estreia com o desenho sonoro intitulado "Steamboat Willie", que foi o primeiro desenho animado sonoro, apresentado no Colony Theatre em Manhattan, Nova Iorque, em 18 de novembro de 1928, para uma enorme plateia que aguardava ansiosamente pela primeira aparição de Mickey Mouse. Sua dublagem a partir de Steamboat Willie era desempenhada pelo próprio Walt Disney (entre 1928 e 1946). Depois de Walt Disney, foi James G. MacDonald que assumiu a vocalização do Mickey e em 1977, Wayne Allwine, um aprendiz de James G. MacDonald que foi a voz do Mickey até a sua morte em 2009. Atualmente, Mickey é dublado por Bret Iwan.
Inicialmente batizado de Mortimer, o personagem teve seu nome alterado para Mickey Mouse por sugestão de Lillian Bounds, esposa de Walt Disney, que considerava o primeiro nome formal demais para o personagem. Inicialmente, Mickey bebia e fumava, mas a popularidade que ganhou em pouco tempo foi tão grande que Walt Disney resolveu torná-lo politicamente correto já em 1930. Disney considerava o camundongo um amuleto, já que seu sucesso quase imediato em 1928 fez com que saísse da miséria, portanto rechaçou diversas tentativas de seus sócios e subordinados de "matar" o personagem ainda nos anos 30. Ele dizia (e sua esposa concordava): "Nunca liguei para garotas e continuo não ligando. Amo Mickey Mouse mais do que qualquer mulher que já conheci."
Na banda desenhada (no Brasil, histórias em quadrinhos) atual, os seus melhores amigos são Pluto e Pateta e a sua namorada é Minnie. Há uma linha de histórias em que aparece o personagem Esquálidus, criado por Floyd Gottfredson. Em certas histórias, Mickey costumava andar com o Pato Donald (segundo a tradução brasileira, ambos moram na mesma cidade, Patópolis), mas os universos dos dois são separados.
Tipicamente, Mickey surge em calções vermelhos e sapatos amarelos. Em outras linhas de histórias, são abordados variadíssimos temas; numa delas, Mickey é um detetive, e veste casaco e todo o traje costumeiro. Um dos temas mais conhecidos é o duelo constante com o inimigo Bafo de Onça e, noutro tema, também enfrenta o Mancha Negra.

### Publicação e dublagens em Portugal e no Brasil
As pranchas dominicais de Mickey foram publicadas pela primeira vez no Brasil na revista O Tico Tico em 1930, nessa publicação Mickey chamava-se Ratinho Curioso.
Mickey foi destacado como personagem num dos manuais Disney e no O Grande Livro Disney (1977) publicado pela Editora Abril, que publicou o personagem de 1950 a 2018. Em 2019, passa a ser publicado pela editora Culturama.

## Domínio público

O design original do Mickey Mouse é uma das obras mais notáveis que entrou em domínio público em 2024. A Walt Disney Company já havia feito lobby para a extensão da duração dos direitos autorais nos Estados Unidos e em outros países, a fim de evitar que este personagem e outros de entrando no domínio público, resultando na Lei de Extensão do Prazo de Direitos Autorais

A primeira versão de Mickey Mouse estaria sob domínio público desde 2003 — a proteção dos direitos autorais nos Estados Unidos só dura setenta e cinco anos — não fosse a aprovação pelo Congresso Estadunidense da lei de prorrogação do copyright (que se tornou conhecida como "Lei Mickey"), que expandiu por vinte anos os direitos autorais de todas as obras americanas que não tivessem caído ainda em domínio público. Os desenhos animados do Mickey permaneceram protegidos por direitos autorais até 2024. No entanto, alguns estudiosos de direitos autorais argumentam que os direitos autorais da Disney sobre a versão mais antiga do personagem podem ter sido inválidos devido à ambigüidade no aviso de direitos autorais de Steamboat Willie.
Houve várias tentativas de argumentar que certas versões do Mickey Mouse são de fato de domínio público. Na década de 1980, o arquivista George S. Brown tentou recriar e vender cels do curta "The Mad Doctor" de 1933, sob a teoria de que eles eram de domínio público porque a Disney não conseguiu renovar os direitos autorais conforme exigido pela lei atual. No entanto, a Disney processou Brown com sucesso para impedir tal venda, argumentando que a caducidade dos direitos autorais de "The Mad Doctor" não colocou Mickey Mouse em domínio público por causa dos direitos autorais dos filmes anteriores. Brown tentou apelar, observando imperfeições nas reivindicações anteriores de direitos autorais, mas o tribunal rejeitou seu argumento como inoportuno.
Em 1999, Lauren Vanpelt, estudante de direito na Universidade do Estado do Arizona, escreveu um artigo apresentando um argumento semelhante. Vanpelt ressalta que a lei de direitos autorais da época exigia que um aviso de direitos autorais especificasse o ano dos direitos autorais e o nome do proprietário dos direitos autorais. Os cartões de título dos primeiros filmes do Mickey Mouse "Steamboat Willie", "Plane Crazy" e "Gallopin' Gaucho" não identificam claramente o proprietário dos direitos autorais e também identificam incorretamente o ano dos direitos autorais. No entanto, Vanpelt observa que os cartões de direitos autorais em outros filmes anteriores podem ter sido feitos corretamente, o que poderia tornar o Mickey Mouse "protegido como parte componente dos filmes maiores protegidos por direitos autorais".
Um artigo de 2003 de Douglas A. Hedenkamp no Virginia Sports and Entertainment Law Journal analisou os argumentos de Vanpelt e concluiu que ela provavelmente está correta. Hedenkamp forneceu argumentos adicionais e identificou alguns erros no artigo de Vanpelt, mas ainda descobriu que, devido a imperfeições no aviso de direitos autorais nos cartões de título, Walt Disney perdeu seus direitos autorais sobre Mickey Mouse. Ele concluiu: “O confisco ocorreu no momento da publicação, e a lei da época era clara: a publicação sem o devido aviso perdia irrevogavelmente a proteção dos direitos autorais”.
A Disney ameaçou processar Hedenkamp por difamação de título, mas não deu seguimento. As alegações contidas nos artigos de Vanpelt e Hedenkamp não foram testadas em tribunal.
Em 1º de janeiro de 2024, os direitos autorais dos três primeiros desenhos animados do Mickey Mouse e sua representação do Mickey Mouse expiraram e eles entraram em domínio público. São os desenhos mudos Plane Crazy e The Gallopin' Gaucho, e o desenho sonoro Steamboat Willie. As versões mais recentes do Mickey Mouse permanecerão protegidas por direitos autorais.
A lei de direitos autorais não é a mesma em outros países, jurisdições como a brasileira concedem domínio público setenta anos após a morte do autor, especialistas consultados afirmam que como segundo criador do Mickey, Ub Iwerks morreu em 1971, o domínio público só ocorreria em janeiro de 2042.

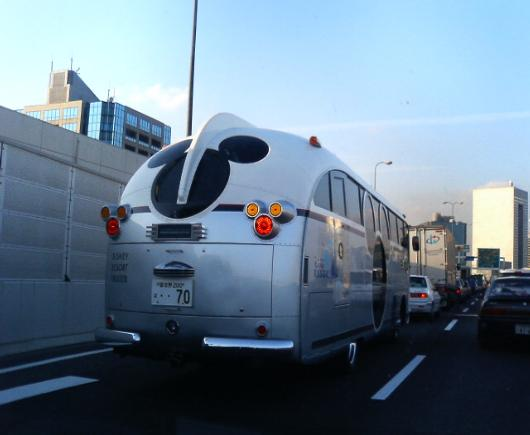
O "Disney Resort Cruiser" leva a silhueta de Mickey

## Personagens relacionados
- Minnie Mouse — sua namorada romântica;
- Pato Donald — seu melhor amigo, um pato bem nervoso;
- Pateta — seu outro melhor amigo, um cão bem atrapalhado;
- Pluto — o seu cão de estimação;
- Margarida - Grande amiga; aparecem juntos nas produções mais recentes.
- Bafo de Onça — seu arqui-inimigo, um gato bem malandro;
- Mancha Negra — um dos vilões que Mickey enfrenta;
- Coronel Cintra — chefe de polícia de Patópolis, que sempre chama Mickey para ajudá-lo a resolver casos;
- Esquálidus — personagem inventado pelos Estúdios Disney da Itália;
- Chiquinho e Francisquinho — seus dois sobrinhos peraltas;
- Horácio e Clarabela — amigos. Apareceram em vários curtas.
- Ranulfo — em inglês, Mortimer. É o equivalente de Gastão para o Pato Donald, um chato que tenta roubar sua namorada.

## Desenhos animados

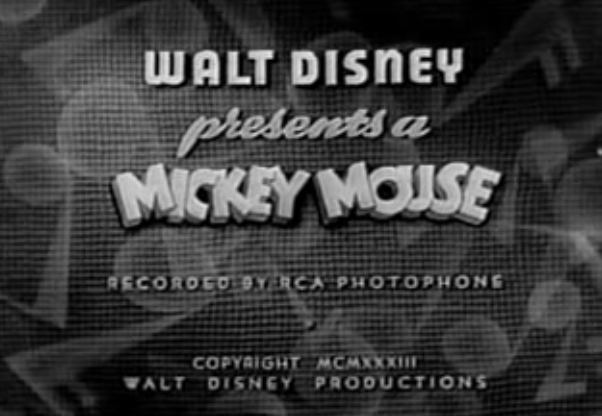
Captura de tela de uma das assinaturas do desenho

### Curtas de animação para o cinema (curtas clássicos)
1928
- Plane Crazy (primeira aparição da Minnie Mouse e da Clarabela nos curtas de Mickey Mouse)
- Gallopin' Gaucho (primeira aparição de João Bafo de Onça nos curtas de Mickey Mouse, porém o personagem já havia aparecido antes nas séries Alice Comedies e Oswald the Lucky Rabbit)
- Steamboat Willie (primeiro curta sonoro)

1929
- The Barn Dance
- The Opry House
- When the Cat's Away
- The Plow Boy (primeira aparição do Horácio nos curtas de Mickey Mouse)
- The Barnyard Battle
- The Karnival Kid
- Mickey's Follies
- Mickey's Choo-Choo
- The Jazz Fool
- Wild Waves
- Jungle Rhythm
- Haunted House

1930
- The Barnyard Concert
- Just Mickey
- The Cactus Kid
- The Fire Fighters
- The Shindig
- The Chain Gang
- The Gorilla Mystery
- The Picnic (primeira aparição do Pluto nos curtas de Mickey Mouse)
- Pioneer Days
- Minnie's Yoo Hoo

1931
- The Birthday Party
- Traffic Troubles
- The Castaway
- The Moose Hunt
- The Delivery Boy
- Mickey Steps Out
- Blue Rhythm
- Fishin' Around
- The Barnyard Broadcast
- The Beach Party
- Mickey Cuts Up
- Mickey's Orphans

1932
- The Duck Hunt
- The Grocery Boy
- The Mad Dog
- Barnyard Olympics
- Mickey's Revue (primeira aparição do Pateta nos curtas de Mickey Mouse)
- Musical Farmer
- Mickey In Arabia
- Mickey's Nightmare
- Trader Mickey
- The Whoopee Party
- Touchdown Mickey
- The Wayward Canary
- The Klondike Kid
- Mickey's Good Deed
- Parade of the Award Nominees

1933
- Building a Building
- The Mad Doctor
- Mickey's Pal Pluto
- Mickey's Mellerdrammer
- Ye Olden Days
- The Mail Pilot
- Mickey's Mechanical Man
- Mickey's Gala Premiere
- Puppy Love
- The Pet Store
- The Steeplechase
- Giantland (primeira aparição de Chiquinho e Francisquinho nos curtas de Mickey Mouse)

1934
- Shanghaied
- Camping Out
- Playful Pluto
- Gulliver Mickey
- Mickey's Steamroller
- The Orphan's Benefit (primeira aparição do Pato Donald nos curtas de Mickey Mouse, porém o personagem já havia parecido antes em "The Wise Little Hen", episódio da série Silly Simphonies)
- Mickey Plays Papa
- The Dognapper
- Two-Gun Mickey

1935
- Mickey's Man Friday
- The Band Concert (primeiro curta com cores. Embora alguns curtas produzidos anteriormente tenham sido remasterizados com cores e relançados, suas versões originais eram em preto e branco.)
- Mickey's Service Station
- Mickey's Kangaroo
- Mickey's Garden
- Mickey's Fire Brigade
- Pluto's Judgment Day
- On Ice

1936
- Mickey's Polo Team
- Orphans Picnic
- Mickey's Grand Opera
- Thru the Mirror
- Mickey's Rival (primeira aparição de Ranulfo nos curtas de Mickey Mouse)
- Moving Day
- Alpine Climbers
- Mickey's Circus
- Mickey's Elephant

1937
- The Worm Turns
- Magician Mickey
- Moose Hunters
- Mickey's Amateurs
- Hawaiian Holiday
- Clock Cleaners
- Lonesome Ghosts

1938
- Boat Builders
- Mickey's Trailer
- The Whalers
- Mickey's Parrot
- The Brave Little Tailor

1939
- Society Dog Show
- Mickey's Surprise Party
- The Pointer
- The Standard Parade

1940
- Tugboat Mickey
- Pluto's Dream House
- Mr. Mouse Takes a Trip

1941
- The Little Whirlwind
- The Nifty Nineties
- The Orphan's Benefit

1942
- Mickey's Birthday Party
- Symphony Hour

1947
- Mickey's Delayed data

1948
- Mickey Down Under
- Mickey and the Seal

1951
- Plutopia
- R'Coon Dawg

1952
- Pluto's Party
- Pluto's Christmas Tree

1953
- The Simple Things (último curta regular para o cinema)

### Curtas de animação para o cinema (curtas especiais)
1983
- Mickey's Christmas Carol

1995
- Runaway Brain

2013
- Get a Horse!

### Longa-metragens (filmes)
1940
- Fantasia

1947
- Fun and Fancy Free

1990
- The Prince and the Pauper

1999
- Aconteceu no Natal do Mickey

2000
- Fantasia 2000

2001
- Mickey's Magical Christmas: Snowed in at the House of Mouse

2002
- Os Vilões da Disney

2004
- Mickey, Donald, Goofy: The Three Musketeers
- Aconteceu de Novo no Natal do Mickey

### Séries de televisão
1999
- Mickey Mouse Works - 1ª temporada (série de curtas de animação para televisão, "reboot")
  - "Mickey To The Rescue: Train Tracks"
  - "Roller Coaster Painters"
  - "Mickey's New Car"
  - "Mickey's Airplane Kit"
  - "Turkey Catchers"
  - "Organ Donors"
  - "Mickey's Mistake"
  - "Around The World In Eighty Days"
  - "Mickey To The Rescue: Staircase"
  - "Hansel And Gretel"
  - "Mickey's Mechanical House"
  - "Mickey's Piano Lesson"
  - "Mickey To The Rescue: Cage And Cannons"
  - "Mickey's Remedy"
  - "A Midsummer Night's Dream"
  - "Mickey Tries To Cook"
  - "Topsy Turvy Town"
  - "The Nutcracker"

2000
- O Point do Mickey ou House of Mouse
- Mickey Mouse Works - 2ª temporada (série de curtas de animação para televisão, "reboot")
  - "Mickey Foils The Phantom Blot" (primeira aparição de Mancha Negra nos curtas de Mickey Mouse, porém o personagem já havia aparecido antes em animação em um episódio de Ducktales)
  - "Locksmiths"
  - "Mickey's Rival Returns"
  - "Mickey And The Seagull"
  - "Car Washers"
  - "Mickey's Mixed Nuts"
  - "Mickey's Mountain"
  - "Mickey's Mix-Up"
  - "Mickey's Christmas Chaos"
  - "Mickey's Cabin"
  - "Mickey's Answering Service"
  - "Mickey's Big Break"

2006-2016
- A casa do Mickey Mouse (voltado para crianças em idade pré-escolar)

2013 - 2019
- Mickey Mouse (série de curtas de animação para televisão, 2° "reboot")

2017-presente
- Mickey: Aventuras sobre Rodas (voltado para crianças em idade pré-escolar)

## Em outras línguas
- Alemanha - Micky Maus
- Arábia Saudita - ميكي ماوس - Myky Māws
- Brasil - Mickey Mouse
- Bulgária - Мики Маус' - Miki Maus
- Canadá - Mickey
- Colômbia - Mickey
- Coreia do Sul - 미키 마우스 - Miki Mauseu
- Chile - Mickey
- China - 米奇老鼠 - Mǐqí Lǎoshǔ
- Croácia - Miki Maus
- Dinamarca - Mickey Mouse
- Eslováquia - Mickey Mouse
- Eslovênia - Miki
- Espanha - Mickey
- Estados Unidos - Mickey Mouse
- Estônia - Miki Hiir
- Eslováquia - Mickey Mouse, Myšiak Mickey ou Miki Maus
- Finlândia - Mikki Hiiri
- França - Mickey Mouse
- Grécia - Μίκυ Μάους - Míky Máous
- Hungria - Mickey egér
- Indonésia - Miki
- Inglaterra - Mickey Mouse
- Islândia - Mikki Mús
- Israel - מיקי מאוס - Miki ha-`akhbar
- Itália - Topolino
- Japão - ミッキー マウス - Mikkī Mausu
- Lapônia - Mihkkal Sáhpán
- Letônia - Mikijs
- México - Mickey Mouse
- Noruega - Mikke Mus
- Países Baixos - Mickey Mouse
- Polônia - Myszka Miki
- Portugal - Inicialmente, Rato Mickey. Atualmente, Mickey Mouse
- República Checa - Mickey Mouse ou, por vezes, myšák Mickey
- Rússia - Микки Маус - Mikki Maus
- Sérvia - Мики - Miki
- Suécia - Musse Pigg
- Turquia - Miki Fare
- Tchecoslováquia - Mickey Mouse
- Ucrânia - Міккі Маус - Mikki Maus
- Vietnã - Chuột Mickey

## Jogos eletrônicos
Na série de RPG Kingdom Hearts, da Square Enix, ele é o rei do Disney Castle. Mickey é um Keyblade Master, antigo aprendiz de Yen Sid (o mesmo mago de quem Mickey pegou "emprestado" o chapéu mágico). É também amigo de Riku e Sora (protagonistas da série).
No primeiro jogo, Kingdom Hearts (PS2), Mickey desaparece misteriosamente. Porém, acaba aparecendo no fim do jogo e, junto de Sora, auxilia o protagonista do jogo a completar sua missão.
Em Kingdom Hearts: Chain of Memories (GBA), jogo lançado como uma ponte entre o KH I e o KH 2, Mickey ajuda Riku a vencer os obstáculos no Castle Oblivion (Castelo do Esquecimento). Novamente, Riku e Mickey terminam o jogo juntos e Mickey decide acompanhá-lo seu caminho.
Em Kingdom Hearts II (PS2), o papel de Mickey é estendido em comparação ao primeiro jogo da série, sendo possível controlá-lo quando o jogador enfrenta alguns chefes (Ex.: Xaldin, Shan-Yu, Grim Reaper Round 1 e etc.). Nesses casos, Mickey só aparecerá no caso do jogador perder, atuando como uma "segunda chance" (embora ele possa aparecer mais vezes em uma única batalha).
No antigo Castle of Illusion, para Master System e Mega Drive, o jogador controla Mickey para derrotar a bruxa má e salvar a namorada Minie Mouse.
Em 30 de novembro de 2010, foi lançado Epic Mickey, em que Mickey aparece dormindo e depois acorda ao ouvir um barulho, ele vai para o espelho e percebe que é possível atravessá-lo. Ao partir para o outro lado do espelho entra num lugar diferente e vê que Yen Sid (mago que aparece em Fantasia) está terminando uma maquete. Então, Mickey pinta a maquete que o mago fez, sem deixar que o próprio perceba, porém, acidentalmente, o ratinho cria um monstro de tinta (denominado Blot). Mickey suja a esponja com uma substância que apaga qualquer tinta que existe, nomeada de Thinner. E, então, ele apaga o monstro, mas não totalmente, pois ele ainda fica no jarro de tinta. Mickey tenta arrumar a maquete mas só piora o caso e derrama o Thinner na maquete. Depois de muitos meses, Blot pega o ratinho em sua casa e arrasta para o mundo em que o mago criou para os personagens esquecidos do cartoons de Walt Disney, chamada de Wasteland (em português, Refugolândia). Depois de entrar no universo paralelo de Wasteland, Mickey conhece um cientista chamado Mad Doctor e reencontra, Osvaldo, o Coelho Sortudo. Assim, a vida do Mickey muda drasticamente.